# گزارش ارزیابی جهانی تنوع زیستی و خدمات اکوسیستم
گزارش ارزیابی جهانی دربارهٔ تنوع زیستی و خدمات اکوسیستمی گزارشی است که توسط «پلتفرم علمی-سیاستی برای تنوع زیستی و خدمات اکوسیستمی» در مورد وضعیت جهانی تنوع زیستی تهیه شده است. خلاصه‌ای از این گزارش برای سیاست‌گذاران در تاریخ ۶ می ۲۰۱۹ منتشر شد. این گزارش بیان می‌کند که به دلیل تأثیرات انسانی بر محیط زیست در نیم‌قرن گذشته، تنوع زیستی زمین دچار کاهش فاجعه‌باری شده است که در تاریخ بشر بی‌سابقه است، به طوری که حدود ۸۲ درصد از زیست‌توده پستانداران وحشی از بین رفته است. گزارش تخمین می‌زند که ۸ میلیون گونه حیوانی و گیاهی در زمین وجود دارد که بیشتر آنها (۵٫۵ میلیون) توسط حشرات نمایندگی می‌شوند. از این ۸ میلیون گونه، ۱ میلیون گونه در معرض خطر انقراض قرار دارند، از جمله ۴۰ درصد از دوزیستان، تقریباً یک سوم مرجان‌های سازنده صخره‌ها، بیش از یک سوم پستانداران دریایی و ۱۰ درصد از تمام حشرات را فرا گرفته است.

## پیش‌زمینه
در سال ۲۰۱۰، قطعنامه‌ای توسط شصت و پنجمین جلسه مجمع عمومی سازمان ملل متحد از برنامه محیط زیست سازمان ملل متحد درخواست کرد تا نشست عمومی برای تأسیس «پلتفرم بین‌الدول برای تنوع زیستی و خدمات اکوسیستمی» (IPBES) را برگزار کند. در سال ۲۰۱۳، یک چارچوب مفهومی اولیه برای نشست عمومی احتمالی IPBES تصویب شد.
از ۲۹ آوریل تا ۴ می ۲۰۱۹، نمایندگان ۱۳۲ عضو IPBES در پاریس، فرانسه گرد هم آمدند تا گزارش کامل IPBES را دریافت کنند و خلاصه‌ای از آن را برای سیاست‌گذاران تصویب کردند. در ۶ می ۲۰۱۹، خلاصه ۴۰ صفحه‌ای منتشر شد.

## هدف و دامنه
گزارش ارزیابی جهانی، ارزیابی در سطح جهانی از تغییرات در تنوع زیستی زمین در طی ۵۰ سال گذشته است. این گزارش تصویر گسترده‌ای از توسعه اقتصادی و تأثیرات آن بر طبیعت در این دوره ارائه می‌دهد. این گزارش حاصل تلاش مشترک ۱۴۵ نویسنده از ۵۰ کشور است که در طی سه سال تهیه شده و از مشارکت حدود ۳۱۰ نویسنده حمایت می‌کند. گزارش ارزیابی جهانی شامل حدود ۱۷۰۰ صفحه است که بیش از ۱۵۰۰۰ نشریه علمی و گزارشات مردمان بومی را ارزیابی می‌کند. نویسندگان گزارش عمدتاً دانشمندان طبیعی هستند، یک سوم آنها دانشمندان اجتماعی و حدود ده درصد آنها کارگران بین رشته‌ای هستند.
گزارش IPBES - مشابه گزارش‌های "هیئت بین‌الدول تغییرات اقلیمی" (IPCC) از جمله "گزارش ارزیابی پنجم IPCC" - به منظور ایجاد یک مبنای علمی برای تصمیم‌گیری‌های سیاسی و اجتماعی آگاهانه دربارهٔ سیاست‌های تنوع زیستی تهیه شده است. این اولین گزارش سازمان ملل دربارهٔ وضعیت جهانی تنوع زیستی از زمان انتشار "ارزیابی اکوسیستم هزاره" در سال ۲۰۰۵ است.